# Томуль, Антонина Ивановна
Антонина Ивановна Томуль (25 декабря 1925 ― 24 ноября 2002) ― советский и российский хозяйственный деятель, краевед, директор Ульяновского филиала Центрального музея В.И. Ленина (1974-1984), почётный гражданин Ульяновской области (2004).Заслуженный работник культуры РСФСР. 

## Биография
Антонина Ивановна Томуль родилась 25 декабря 1925 года в селе Отрада Ишеевского района Ульяновской губернии. В 1947 году завершила обучение в высшем учебном заведении, окончив исторический факультет Ульяновского педагогического института им. И.Н. Ульянова. Стала работать лектором, затем переведена на должность научного сотрудника. Позже назначена на должность заместителя директора по науке филиала Центрального музея В.И. Ленина. С 1974 по 1984 годы работала в должности директора филиала Центрального музея В.И. Ленина в городе Ульяновске.
Много работала исследовав Симбирский период жизни семьи Ульяновых. Лично и в соавторстве с другими краеведами она принимала участие в подготовке ряда сборников, в том числе путеводителей по Дому-музею В.И. Ленина, «Семья Ульяновых», «Воспитание в семье Ульяновых», «Ленинский Мемориал в Ульяновске». Автор более 200 статей.
Томуль способствовала развитию и восстановлению исторических памятников связанных с жизнедеятельностью семьи Ульяновых, других памятников истории и культуры Ульяновска и области. Она является создателем экспозиции Ульяновского филиала Центрального музея В.И. Ленина, созданной в связи с перемещением музея в 1970 году в здание Ленинского мемориала.
Неоднократно избиралась депутатом Ульяновского городского Совета народных депутатов, являлась членом ЦК профсоюза работников культуры, членом Центрального Совета Всероссийского общества охраны памятников истории и культуры, председателем Ульяновского отделения этого общества, членом правления Советского Фонда мира СССР. Её труд отмечен государственными наградами. Имела звание «Заслуженный работник культуры РСФСР», «Отличник народного просвещения СССР».
В 2004 году была занесена в Золотую книгу Почёта Ульяновской области.
Решением депутатов Законодательного Собрания Ульяновской области удостоена звания "Почётный гражданин Ульяновской области".
Проживала в городе Ульяновске. Умерла 24 ноября 2002 года.  

## Награды и звания
- Орден Знак Почёта
- Медаль «В ознаменование 100-летия со дня рождения Владимира Ильича Ленина» (2000)
- другими медалями
- Заслуженный работник культуры РСФСР
- Отличник просвещения СССР
- Почётный гражданин Ульяновской области.